# Sri Bintan
Sri Bintan is een bestuurslaag in het regentschap Bintan van de provincie Riau-archipel, Indonesië. Sri Bintan telt 1863 inwoners (volkstelling 2010).